# Bystry Rów
Bystry Rów – ciek o długości ok. 1,5 km w północno-zachodniej Polsce, w województwie zachodniopomorskim w granicach administracyjnych miasta Szczecina.
Bystry Rów wypływa w centralnej części osiedla Warszewo, na południe od ul.Szczecińskiej.
Ciek płynie od źródeł w kierunku południowym, w początkowym biegu tworzy niewielkie oczko wodne. Większa część biegu Bystrego Rowu jest równoległa do ulicy Duńskiej, z której okolic przyjmuje on wodę deszczową. Koryto uregulowane poniżej ulicy Jemiołowej. W połowie długości cieku w wąskiej dolinie między wzgórzami (na wysokości ulicy Belgijskiej) zbiorniki retencyjne wód deszczowych. Poniżej zbiorników ciek dopływa do północnej granicy ogródków działkowych zlokalizowanych przy końcu ul. Krasińskiego, a następnie wpływa do zakrytego kanału, płynie nim do wysokości ul. Łuczniczej, a następnie uchodzi do kanalizacji miejskiej.